# Драгоево
Драгоево (болг. Драгоево) — село в Болгарии. Находится в Шуменской области, входит в общину Велики-Преслав. Население составляет 937 человек.

## Политическая ситуация
В местном кметстве Драгоево, в состав которого входит Драгоево, должность кмета (старосты) исполняет Венелина Карова Денева (партия АТАКА) по результатам выборов.
Кмет (мэр) общины Велики-Преслав — Димо Петров Бодуров (Граждане за европейское развитие Болгарии (ГЕРБ)) по результатам выборов.